# Skorotowo (przystanek kolejowy)
Skorotowo (ros. Скоротово) – przystanek kolejowy w miejscowości Skorotowo, w rejonie odincowskim, w obwodzie moskiewskim, w Rosji. Położony jest na linii Moskwa – Golicyno – Zwienigorod.